# Стрибог
Стри́бо́г (др.-рус. Стрибогъ, Стрыбогъ) — восточнославянский бог, широко интерпретирующийся на основе фразы «вот ветры, внуки Стрибога» из древнерусского произведения XII века «Слово о полку Игореве» как божество ветра. В «Слове» ветер выступает как враждебная сила, что несёт стрелы половцев на древнерусские полки. Жена князя Игоря Святославича, княгиня Ярославна, обращается к ветру и укоряет его, что именно его действия привели к поражению войск Игоря. На этом фоне ряд исследователей считают Стрибога злым божеством бурь и противопоставляют его доброму богу солнца Дажьбогу. Стрибог также присутствовал в киевском пантеоне князя Владимира Святославича, установленного в 980 году. После крещения Руси в 988 идолы пантеона были уничтожены.
Интерпретация ветра подверглась критике. Во-первых, часть исследователей сочли странным, чтобы славянский бог помогал половцам. Во-вторых, автор «Слова» был христианином и не мог в XII веке писать, что ветры происходят от языческого божества. Вследствие этого появилась эвгемеристическая интерпретация. Фраза «внуки Стрибога» была объявлена не обращением к ветрам, а обращение к некой военной дружине, чьим предком был Стрибог. Впоследствии эвгемеристическая трактовка сама была подвержена критике.
Исходя из контекста «Слова» Стрибог мог быть божеством морей и рек. Произведение содержит аналогичные по структуре фразы, как и «внуки Стрибога», а именно «внук Дажьбога» и «внук Велеса». Автор «Слова» поэтически называет князей солнцами на земле. По этой причине он обозначает их «внуками Дажьбога», божества солнца, то есть указывает на их родство по принципу действия (светить на земле — светить на небе). Аналогичное сравнение по принципу действия может сохранять и фраза «внуки Стрибога»: поток ветра поэтически родственен потоку воды, из чего следует, что Стрибог был именно божеством вод. Такая трактовка подкрепляется этимологией и фактом нахождения имени божества в названиях водных объектов.
Идея, что Стрибог — лишь имя бога грозы Перуна, высказывалась в исторической науке, но в дальнейшем полноценной поддержки не получила. Высказывались и мнения, что Стрибог мог быть иранским божеством или богом неба и главой пантеона, но такие характеристики были раскритикованы. Ранние исследователи считали славянским божеством ветра Позвизда, которого позже отождествили со Стрибогом. Современная наука отвергает Позвизда как аутентичного славянского бога.

## Имя
Стри́бо́г в др.-рус. Стрибогъ. Другие записи теонима: Стрыбогъ, Стриба, Стрибо(в) являются вторичными и искажёнными. С другой стороны, лингвист М. Лучиньски отстаивает этимологию, исходя из которой именно запись др.-рус. Стрыбогъ является наиболее приближённой к древнерусскому произношению.

### Ономастика
Следующие топонимы связаны с именем Стрибога: Стрибожь в Новгородской губернии. Украинская река Стрибозька (Стрибожская) в Киевском воеводстве, Стрибоже озеро, река Стрый (укр. Стрий), топоним Стригород, село Стрыбеж (укр. Стрибiж) в Житомирской области. Польская деревня Стрыбога близ города Скирневице. Село Стрибож в южной Чехии, зафиксированное в средневековых источниках. Человек по имени Стрыбога (пол. Strzyboga) известен в средневековой Польше. Речка или ручей Стрибоц под польским Тчевом, зафиксированная в 1282 году. Возможно, имя Стрибоз упомянутое на латыни в 1122 году из Полабья.
Исследователи признали, что ономастика не является случайной, и примеры представляют собой теофорные имена, то есть названия происходят от имени божества. Существование польских топонимов указывает на вероятный общеславянский культ бога.

### Этимология

#### От корня*ster-«простирать»
В 1910—1914 году лингвист А. Г. Преображенский разделил имя Стрибог на элемент стри-, родственный рус. простирать, и -богъ, родственный рус. бог и проинтерпретировал теоним как «бог сеющий, распространяющий (семена)» либо как «опрокидывающий, разрушительный бог», считая Стрибога божеством ветров. Позже лингвист Р. О. Якобсон также предложил, что теоним является сложносоставным. Первая часть Stri- — это повелительная форма славянского глагола *sterti «распространять, расширять, рассеивать». Во второй части содержится слово -bogъ «бог, доля, благо», которое считается иранским заимствованием. Таким образом, имя бога означает «рассеиватель, раздатчик богатств» или «сеющий, распространяющий бог». Исходя из этой этимологии, к Стрибогу будет близко имя другого славянского божества — Дажьбога, построенное схожим образом: в первой части находится повелительное наклонение славянского глагола *dati «дать» и во второй части -bogъ, то есть «дарующий богатства». Имена указывают на параллелизм между этими божествами: Дажьбог давал благо, а Стрибог, дополняя функционально Дажьбога, распространял его. Якобсон на основе «Слова о полку Игореве» объявляет Стрибога богом ветра и приводит фразу из Яшт, сказанную от лица зороастрийского язата ветра Вайю в качестве доказательства связи между ветром и функцией распространения: «Меня зовут тот, кто распространяет» (Яшты XV. 46). Исследователь видит в отношениях между Дажьбогом и Стрибогом параллель в ведической паре божеств: Бхагой «дающий» и Аншей «распределяющий», греческой Айсой «доля» и Поросом «распределение». Данная этимология является одной из самых авторитетных, распространённых и популярных. Её поддержали: лингвисты В. Н. Топоров, Вяч. Вс. Иванов, О. Н. Трубачёв, Н. И. Зубов, Л. В. Соколова, историки А. Гейштор, В. Я. Петрухин. Лингвист А. Лома охарактеризовал этимологию Якобсона как одну из возможных.
Из-за того, что в имени обоих божеств присутствует иранское по происхождению слово бог, историк З. Р. Диттрих и славист Ф. Е. Корш сочли Стрибога и Дажьбога заимствованными от иранцев, вероятно, от скифо-сарматского населения. На иранском происхождении имени Стрибог настаивает лингвист Ст. Урбаньчик. Топоровым высказывается мнение, что имена Дажьбога и Стрибога могли возникнуть как славянские кальки с имён иранских божеств, но сам Топоров подмечает, что существование индоиранского выражения *star/stir- bhaga «распространяющий благо» гипотетично. Корень star- в индоиранских религиях рано превратился в узкоспециальный термин для жертвенной практики, а именно стал обозначать расстилание жертвенной соломы, подстилки, обозначающую начало ритуала. Трубачёв не принимает теоним как иранизм и считает имя Стрибога славянским новообразованием. Историк М. А. Васильев отверг иностранное происхождение бога. По его мнению, принадлежность Стрибога к славянскому язычеству бесспорна. Само слово бог необязательно могло быть иранским заимствованием.
Лингвисты М. Фасмер и Р. Крегждис отвергли данную этимологию. По мнению лингвиста М. Пуканека, этимология Якобсона слабо объясняет связь с ветрами. Элемент -бог скорее отражал значение именно божество, а не богатство. Трубачёв также читает второй компонент в значении бог. По мнению исследователя, это именно теонимы, а не призывные формулы. Топоров отделяет этимологию от интерпретации ветра, но вместе с Ивановым трактует элемент -бог именно в значении доля, поскольку такое значение являлось более архаичным, но в последующем времени элемент мог одновременно значить как бог, так и доля. Лучиньски признаёт, что этимология является фонетически верной, но считает, что разделение теонима на Стри- и -богъ маловероятно из-за колебания гласных [и] и [ы] в гидронимах.

#### От корня*srew-/*sreṷ-«течь»
Лингвист А. Брюкнер отверг идею, что теоним является иранским, и считал, что он должен быть объяснён на славянской языковой почве. Исследователь делит теоним на корень стриб- и суффикс -огъ из-за чего и возникает случайный элемент -бог, не относящийся к славянскому слову для описания божества, то есть появление имени Стрибога аналогично словообразованию теонима славянского бога Сварога: свар- и -огъ. Корень стриб- находится в группах слов укр. стриб, стрибати, стрибок, стрибнути, обозначающие «прыгать, скакать». На этой основе Брюкнер определяет Стрибога, как божество связанное с прыжками, возможно, с прыжками через огонь на Иван Купалу. Танцующий или прыгающий бог, возможно, был как-то связан с шаманскими танцами. В заключение Брюкнер отмечает, что ничего больше сказать об этом божестве не может.
Этимология Брюкнера не получила поддержки. Фасмер и Пуканек охарактеризовали этимологию Брюкнера как сомнительную и маловероятную. Допущение связи слова рус. стрибать «скакать, прыгать» со Стрибогом, по мнению Трубачёва, не имеет ни малейших оснований.
В 2020 году Лучиньски поддержал этимологию Брюкнера и добавил, что схожие к украинским слова также встречаются в юго-западных русских диалектах. Кроме этого, некоторые слова были пропущены при изучении этимологии: диалектное рус. стрыбый «быстрый, стремительный, быстротекущий», рус. стрибать «сверкать (о молнии)», укр. стрибати «бежать, лететь, высоко и далеко прыгать», укр. стрибнути «ринуться». Праславянской формой этих слов будет глагол *strybati от корня *strū- «течь». Первоначальными значениями праславянского глагола были «двигаться с большой скоростью, плавать». Значение «прыгать» является поздним юго-западным развитием. В своей этимологии Лучиньски указывает на балтские когнаты: лит. sraujùs «быстрый», латыш. stràujš «беглый, стремительный, быстрый», что сравнивается с лит. sraujà, латыш. strauja «водное течение», и что вероятно при наличии русского стрыбый, аналогично указывает на существовавшего в этом языке корня стриб- для обозначения водного потока. Помимо этого, русское стрибать в значении «сверкать (о молнии)» имеет близкое сходство с хорв. strujiti «течь (о электрическом токе)», что также может относиться как к воде, так и к воздуху.
Таким образом, в праславянском теоним выглядел как *Strybogъ «тот, кто течёт, быстро движется». В первой части находится слово *strybъ «водный поток, быстрое движение», произошедшее от глагола *strybati «быстро двигаться, течь» с праславянским корнем *strū- «течь, струиться», восходящий к прабалтославянскому *srū- и в конечном итоге к праи.-е. *srew- «течь». Во второй части находиться суффикс -ogъ, не имеющий конкретной функции, образовывая слова со схожим значением. Этимология подтверждается и тем фактом, что после христианизации теоним сохранился в большинстве в своём в гидронимах. Лучиньски отмечает, что при такой этимологии теоним бы выглядел как др.-рус. Стрыбогъ, а не др.-рус. Стрибогъ, и объясняет это явление церковнославянским влиянием, вызвавшим смешением гласных [и] и [ы] при написании, зафиксированное с XI века. Так, украинский гидроним может писаться как Стрий и как Стрый.
В 2010 году, Крегждис выдвинул схожую этимологию, восходящую к тому же корню, но исследователь всё же делит теоним на стри- и -богъ и усматривает в первой части метатезу, определённую феноменом табу: Стрибогъ ← *Сирть-богъ, где сирть — русский архаизм со значением «водоворот, вир, вырь, пучина, водокрут» от праи.-е. *sreṷ- «течь». Стрибога Крегждис интерпретирует именно как божество ветров, поскольку русское сирть должно было претерпеть следующий семантический сдвиг: «бурление воды» → «быстрое течение (то есть вода бурлит)» → «буря» → «ветер» → «вихрь» → «бог ветров, бурь». Крегждис, вслед за историком Б. А. Рыбаковым, полагает, что Стрибог изначально был лишь эпитетом Перуна и лишь в позднее время пробредший отдельное воплощение с сыновьями в виде вихрей. Данное мнение основывается на религиозной системе балтов и индийцев, поскольку в этих религиях бог ветров (Вейопатис, Ваю) не действует автономно, но находится в сопровождении бога гроз (Перкунас, Индра). Теоним Стрибог также можно истолковать как кальку с др.-греч. Μαιμάκτης Ζεῦς «бурный Зевс», то есть от имени древнегреческого божества северных ветров.

#### От *Dyēus ph₂tēr«отец-день»
Лингвист М. Вей предложил, что Стрибог мог быть божеством неба, восходящим к праиндоевропейскому *Dyēus ph₂tēr. По мнению Вея, в славянском языке произошло сложение словосочетания с заменой *dyēus «бог» на эквивалентное *bhagos, откуда и происходит славянское бог. *Ph₂tēr через описанный Веем процесс ph₂tēr → *ptri- → *stri- в конечном итоге пришло к праслав. *strъjь «брат отца», давшее архаичное рус. строй, стрый, укр. стрий, болг. стрый «дядя по отцу». Таким образом, исходное *ptrī-bhagos изменилось на *strí-bogŭ, а затем на Stribogъ. Этимологию Вея поддержали лингвисты Т. В. Гамкрелидзе и Вяч. Вс. Иванов, историк Б. А. Рыбаков. Изначально Топоров также поддержал этимологию Вея и, пользуясь трёхфункциональной гипотезой лингвиста Ж. Дюмезиля, классифицировал Стрибога как верховное славянское божество неба первой функции: магико-юридической. Вторую функцию исследователь относил к Перуну, третью — к Волосу. Гейштор отверг такое соотношение, указав на произвольность в выборе. Исходя из сохранившихся источников, Стрибог не мог находиться на месте верховного божества. По комментарию историка М. Теры, если бы Стрибог изначально был бы божеством неба, то сохранял бы свою функцию и положение долгое время после распада праиндоевропейцев, однако это не соответствует его роли в древнерусском пантеоне.
Трубачёв отверг этимологию Вея как недостаточно убедительную. Впоследствии от этимологии отказался Топоров, приняв этимологию Якобсона. Лингвист Ф. Кортландт возражает, что начальное *str- никак не может быть получена от *ph₂tēr. Слово *strъjь имеет когнаты в других индоевропейских языках: лит. strùjus «старик», др.‑ирл. sruith «старый, почтенный», др.-валл. strutiu «старик». Все слова возводятся лингвистом Р. Деркстеном к праи.-е. *stru-io-. Аналогично Крегждис выводит слово стрый из иной этимологии, и указывает и на семантическую проблему: маловероятно, что божество будут звать «дядя».

#### Иранская этимология
Лингвист С. Пирхеггер возвёл теоним Стрибог к древнеиранскому эпитету зороастрийского божества Ахура Мазды *Srībaɣa- «возвышенный, прекрасный бог». Пирхеггер счёл, что эпитет Ахура Мазды в итоге стал самостоятельным именем божества. Ещё раньше о связи стри- с индоиранским srī- писал славист А. А. Соболевский. Этимологию поддержал Фасмер и историк Г. Ловмянский, но последний подметил, что с таким же успехом это имя могло быть прозвищем иного бога, являвшегося объектом культа народности иранского происхождения. Ещё один лингвист, В. В. Мартынов, также высказался в пользу данной версии. Поскольку Дажьбог и Стрибог имеют элемент -бог, то это говорит, что божества были семантически связаны между собой. Исследователь считает, что автор «Слова о полку Игореве» постоянно противопоставляет князей-крамольников, губящих Русь, воинам, её охраняющим. Поэтому, называя дружинников внуками Стрибога, автор «Слова» противопоставляет их тем князьям, которые вели к гибели Русь, называя последних «внуками Дажьбога». Исследователь подкрепляет свой вывод следующей этимологией: для праиранского, на основе, в частности, санскр. śri «хороший, красивый, добрый», Мартынов реконструирует выражение *sri-baya «добрый бог». Для Дажьбога он вводит новую этимологию от иранского duš/duž-baγa «злой бог», и, таким образом, добрый Стрибог был противоположностью злого Дажьбога, что отражает иранский мифологический дуализм. Имя Стрибога сравнивается с именем древнеиндийской богини Шридеви (санскр. çrī-dēvī), где санскр. çrī- «красота, счастье, богатство». Второй элемент имени семантически соответствует славянскому *bogъ. В качестве аргумента в пользу близости имён славянского бога и индийской богини указывается, что на ламаистских иконах последняя часто изображается в сопровождении чёрного ветра. Слово санскр. çrī- является префиксом в индуизме со значением «святой, священный» перед некоторыми именами божеств, выдающихся личностей или предметов: Шри Рама, Шри Дева (жена Васудевы) или Шри Бхававата. Иранскую этимологию поддержал лингвист В. Блажек, но рассматривает Стрибога в ином контексте. В «Повести временных лет» запись «Стрибога, Симаргла» трактуется учёным как искажённая. В оригинале она должна была выглядеть как церк.-слав. Стрибога сѣмѧ Регла «Стрибога, семя Регла», где под Реглом имеется в виду славянский аналог индийского божества Рудры. Рудра в индуизме был отцом Марутов, что связаны с ветром. Именно такую структуру сохраняет славянский пантеон: бог Регл был отцом бога ветров Стрибога.
Крегждис и Пуканек отвергли этимологию из-за отсутствия в *Srībaɣa- консонантного элемента -t-, что требует эпентетической модификации. Так, историк А. И. Иваненко в 2019 году предложил, что этот элемент присутствовал в скифском *S(t)rī-baγa и, возможно, обозначал бога ветра, что мог сливаться с богом гроз. Крегждис критикует версию Мартынова о дуализме. Идея, что славянское язычество подверглось влиянию зороастризма или манихейства, не доказана, и сама религия славян не представляла собой этический дуализм. Мартынов также упоминает богомильство, но Крегждис отмечает, что богомильство было поздним явлением. Пуканек указывает, что иранское словосочинение является лишь эпитетом Ахура Мазды, а не самостоятельным теонимом. Признавая лингвистическую проблему, Тера обращает внимание, что даже при верности этой этимологии она ничего не даёт в плане трактовки божества. Иранист Р. Шмитт назвал эту этимологию «бесполезной».

#### Прочие этимологии
Лингвисты Э. К. Бернекер, Э. Френкель, П. Скок и Пуканек истолковали имя бога как соединение праславянского глагола *strojiti / *striti «устанавливать» в повелительном наклонении и *bogъ, что даёт значение «устроитель добра». Пуканек считает, что лексема *bogь имела в теониме именно значение божество, и поэтому трактует теоним как «бог боевого порядка, строя», что указывает на Стрибога как божество войны, связанное с ветром. Фасмер указывает на лингвистическую проблему: от *striti ожидалось *Striibogъ. Хотя Урбаньчик назвал это возражение слабым. Славист И. В. Ягич сближал элемент стри- с лит. styrė́ti, styrù «быть жёстким». Эту этимологию поддержал славист Я. Махал, увидевший в Стрибоге божество мороза, создающее ветер («быть жёстким» → «замерзать»). Лингвист В. Пизани предложил в качестве гипотезы, что теоним может происходить от *strigo-bogъ, где *strigo соответствовало бы лат. frigus «холод», что делало бы Стрибога богом зимы. Пуканек высказался против данной интерпретации, не учитывающей, что ветер может быть и летом. Брюкнер охарактеризовал идею о Стрибоге как боге ветра и зимы неудачной, чего нельзя обосновать, исходя из «Слова о полку Игореве». Брюкнер также выступил против этимологии лингвиста Ф. И. Буслаева, считавшего, что стри- родственно рус. стрела. Фасмер оценил как необоснованную этимологию историка М. П. Погодина, видевшего в Стрибоге божество войны на основе того, что стри- являлось якобы заимствованным из др.-в.-нем. strît «спор». Пуканек указывает на проблему, что нет никаких сведений о заимствовании религиозной лексики из древневерхненемецкого языка в древнерусский. В Стрибоге бога войны видел и этнограф Д. К. Зеленин, усмотревший в стри- праславянский глагол *sъtьri «уничтожать», то есть теоним расшифровывается как «уничтожающий, истребляющий бог». Зеленина поддержали литературовед А. С. Орлов и Я. Е. Боровский. Фасмер и Пуканек отвергли этимологию Зеленина как неубедительную. Филолог М. И. Касторский считал, что в первой части содержится звукоподражательное слово стри «воздух, ветер». В этой интерпретации его поддержали: фольклорист А. Н. Афанасьев, историки П. М. Строев, С. А. Гедеонов, филологи Ф. И. Буслаев, В. И. Петр, а также Н. С. Тихонравов, сближавший стри с рус. стрела. Этимология опирается на моравское слово стри «воздух, ветер» зафиксированное только в словаре филолога Й. Юнгмана. В качестве поддержки звукоподражания славист Л. Нидерле ссылался на греч. στριβος «птичий крик» и греч. στρíγς «ночной крик птицы», но, по замечанию Пуканека, эти слова не являются звукоподражательными. Известно, что Юнгман придумывал слова для словаря, и слово *стри в действительности было извлечено из теонима Стрибог. Учёная-филолог Л. Црепаяц рассматривает стри- происходящим от праслав. strigti «стричь», опираясь на сербо-хорватскую фразу studeni vihor strižaše po obrazu «студёный вихрь коснулся щеки (буквально „стриг щёку“)». В этом случае по значению теоним предстаёт как метафора холодного ветра, который режет лицо. Лингвист В. Махек сближает стри- с праслав. *strěžь «тонкий лёд, иней». Переход ě → ī может быть объяснён как результат контаминации с семантически близким словом *sernь «тонкий лёд».

## Исторические источники

### Древнерусские источники

#### «Повесть временных лет»
Стрибог упоминается в известии 980 года «Повести временных лет» начала XII века, самый ранний список которой читается в составе Лаврентьевской летописи 1377 года. Фрагмент:
И стал Владимир княжить в Киеве один и поставил кумиры на холме за теремным двором: деревянного Перуна с серебряной головой и золотыми усами, Хорса, Дажьбога, Стрибога, Симаргла и Мокошь. И приносили им жертвы, называя их богами, и приводили к ним своих сыновей и дочерей, а жертвы эти шли бесам, и оскверняли землю жертвоприношениями своими. И осквернилась кровью земля Русская и холм тот. <…> В год 6491 (983). Пошёл Владимир против ятвягов, и победил ятвягов, и взял их землю. И пошёл к Киеву, принося жертвы кумирам с людьми своими.
В историографии данное событие известно как языческая реформа или первая религиозная реформа Владимира. Одна из точек зрения, рассматривающая реформу, трактует её как переход в монотеизм: по мнению филолога В. Й. Мансикки и историков А. А. Шахматова и Г. Ловмянского, изначально в «Повести временных лет» был только Перун, а позже были добавлены другие боги, чтобы выставить Владимира многобожником. Филолог Е. В. Аничков разделял позицию Шахматова, хотя заметил, что «объективных данных для признания этой вставки не имеется». Историк М. А. Васильев указывает, что существование киевского пантеона зафиксировано параллельными источниками. Другой историк Л. С. Клейн отрицает существование реформы, считая данное событие лишь восстановлением язычества: водружение кумиров состоялось сразу после убийства Ярополка, проявлявшего симпатии к христианству и проводившего прохристианскую политику, и вокняжения Владимира. Идол самого Перуна стоял на холме в Киеве уже при князе Игоре.
В прошлом обсуждался вопрос о фрагменте текста о «приводе своих сыновей и дочерей», который мог или отражать человеческие жертвоприношения, или лишь указывать на участие в обряде. Современные исследователи рассматривают текст начиная от слов «И приносили» до «и холм тот» и дальше по летописи как переработку стихов псалма 105 (Пс. 105:35—44). Несмотря на это, Васильев всё же считает существование частых человеческих жертвоприношений божествам киевского пантеона историческим фактом. С другой стороны, по мнению историка П. В. Лукина вопрос человеческих жертвоприношений, как и самой реформы, дискуссионен, и летописный текст о реформе Владимира является лишь переделкой «Хроники» Георгия Амартола, где упоминается создание шести кумиров божеств с ведущей позицией Бельфегора и одним женским персонажем — Астартой. Материалами для идолов, согласно этой хронике, были золото и серебро, упоминается также осквернённая земля. Лукин приходит к выводу, что рассказ о пантеоне Владимира и человеческих жертвоприношениях является летописной конструкцией, созданной в 70-х годах XI века, а сами имена божеств были взяты из устной традиции, известной летописцу.
Дальше летопись рассказывает, как старцы и бояре решили кинуть жребий, чтобы зарезать отрока или девицу в жертву богам. В Киеве жил христианин и варяг Фёдор, имевший сына Иоанна, по тексту летописи «прекрасного лицом и душою», на которого и пал жребий. К Фёдору пришли послы, сказав, что его сына избрали боги и нужно принести его в жертву. Фёдор отверг киевских идолов как богов, указывая, что они сделаны из дерева. Посланцы рассказали обо всём людям, и те, взяв оружие, разнесли двор Фёдора и сказали ему, когда он стоял на сенях с сыном, чтобы тот отдал сына богам. В ответ варяг заявил, что боги могут сами послать кого-то из своего числа, чтобы взять у него сына, после чего люди подсекли сени, и Фёдор и Иоанн погибли. Появление рассказа о варягах в «Повести временных лет» является поздней вставкой, возникшей, вероятно, впервые в Начальном своде 1090-х годов. Сама запись в летописи была сделана на основе, возможно, существовавшего первоначального «Сказания о варягах» — ранней краткой синаксарной записи для памяти местночтимых святых, которая была создана специально с целью прославления первых русских мучеников. В летописном рассказе использовалась уже переработанная и дополненная некоторыми недостоверными деталями версия, но без имён варягов, которые были неизвестны составителю летописного рассказа. Среди ложных сведений — место смерти варягов. Существование человеческих жертвоприношений у славян зафиксировано различными источниками. Поэтому, как писали археологи И. П. Русанова и Б. А. Тимощук, «сведения о человеческих жертвоприношениях у восточных славян <…> вряд ли можно рассматривать как наветы и пропаганду против язычества». Согласно этим авторам, «в обычае человеческих жертвоприношений у славян нельзя видеть какой-то особой жестокости. Эти жертвы были обусловлены мировоззрением того времени и применялись для пользы и спасения общества». Человеческие жертвоприношения проводились при определённых обстоятельствах, и наиболее распространёнными являлись бескровные жертвы.
После того как Владимир крестил Русь в 988 году, он повелел повергнуть идолы: одни изрубить, а другие сжечь. На месте, где стояли идолы, он построил церковь Святого Василия. В 1975 году в ходе раскопок на Старокиевской горе был найден фундамент сооружения. Археолог Б. А. Рыбаков считал это сооружение местом размещения киевского пантеона, утверждая, что в нём «чётко обозначены пять выступов разного размера: один большой — в середине, два меньших — по бокам и два совсем маленьких — около боковых выступов…». Дальнейшие исследователи критически отнеслись к заявлению Рыбакова. Само капище археологами найдено не было, как и любые свидетельства человеческих жертвоприношений в Киеве.

#### «Слово о полку Игореве»
«Слово о полку Игореве» датировка которого рассматривается от 1185 до мая 1196, повествует, что после временной победы князя Игоря Святославича приближается победа половцев, и автор предупреждает об этом через описание природы:
На другой день спозаранок
кровавые зори свет возвещают;
чёрные тучи с моря идут,
 хотят прикрыть четыре солнца,
а в них трепещут синие молнии.
Быть грому великому,
пойти дождю стрелами с Дона великого!
Тут копьям изломиться, 
тут саблям побиться
о шлемы половецкие
на реке на Кайле,
у Дона великого!
О Русская земля! уже ты за холмом!
Вот ветры, внуки Стрибога, веют с моря стрелами 
на храбрые полки Игоревы.
Земля гудит,
реки мутно текут, 
пыль поля прикрывает,
стяги говорят:
половцы идут от Дона,
и от моря,
и со всех сторон русские полки обступили.
Дети бесовы кликом поля перегородили,
а храбрые русичи перегородили червлёными щитами.
Под четырьмя солнцами образно понимаются четыре древнерусских князя, выступившие против половцев в поход. Возможно, что и упомянутые чёрные тучи — это нереальные грозовые тучи, а образ полчищ врагов, и гром как символ битвы. Ветры в данном фрагменте могут пониматься также как символ врагов, что пригнали тучи. Понятие моря в «Слове» неоднозначно. Под ним могло обозначаться как Чёрное, так и Азовское море, но, помимо этого, древнерусское слово для обозначения моря могло обозначать и озеро, поэтому ряд исследователей толкует упомянутое море как некое озеро. Так, историк К. В. Кудряшов писал, что битва разыгралась возле одного из торских солёных озер.
На основе фразы «ветры, внуки Стрибога» Стрибог был определён как персонификация сильно дующего ветра. Первые исследователи Слова отождествили Стрибога с древнегреческим богом Эолом, имеющим власть над ветрами. Последующие исследователи единодушно рассматривают в Стрибоге божество ветра, а его «внуки» являются непосредственно ветрами, которые подвластны Стрибогу. Стрибога также сравнивают с индийскими богами ветра Ваю и Вату. По мнению лингвиста М. Пуканека, ветры являются военными метафорами, указывающими, что Стрибог был также божеством войны. Как божество войны характеризует Стрибога и лингвист А. К. Шапошников. Славист В. Ю. Богуславский считал, что Стрибог был стихийным божеством, обитающим в море. Характеристика бога ветра позволила считать Стрибога богом грозы-непогоды, схожим с Перуном. Филолог М. И. Касторский утверждал, что Стрибог и Дажьбог — это только имена Перуна. Историк И. Е. Забелин аналогично считал Стрибога лишь особым названием Перуна. Последующие исследователи: славист Н. М. Гальковский, филолог С. Маззанти и Клейн охарактеризовали такую идею сближения как бездоказательную.
Слово внук употребляется в «Слове» шесть раз и только один раз в прямом значении «сын сына», когда автор называет Игоря внуком Олега. Структура внук + имя божества появляется помимо словосочетания «внуки Стрибога» в выражениях «внук Велеса» по отношению к Бояну, а также дважды «внук Дажьбога». Гальковский, поддержавший интерпретацию божества ветра, исходя из фразы «внуки Стрибога» характеризует это божество как деда ветров, то есть как их родоначальника, и вместе с этим задаёт вопрос: если Стрибог — дед ветров, то кто же их отец? Пуканек обращает внимание, что Стрибог является лишь праотцом ветров, что не совсем то же самое, что и божество ветра, хотя и трактует его именно в этой характеристике. Рыбаков счёл, что выражение «внуки Стрибога» свидетельствует, что Стрибог был отцом бога ветров. Филологи Вяч. Вс. Иванов и В. Н. Топоров, опираясь на слависта И. И. Срезневского, зафиксировавшего для слова внук в древнерусском также значение «потомок», предлагают интерпретировать это слово при упоминании имени божества именно в этом значении. Историк В. Я. Петрухин, придерживаясь эвгемеристической позиции, трактует слово внук буквально, потому что автор «Слова», по его мысли, пропустил промежуточное поколение сыновей — культурных героев. Лингвист Р. Крегждис предлагает, что слово внук отражает здесь структуру индоевропейского пантеона. Исследователь, приводя примеры из индуизма и балтского язычества, объявляет, что бог ветра не действовал автономно от божества гроз, что должно было сохраняться в славянском язычестве. Поскольку в индуизме Маруты как божества, связанные с ветром, были потомками Рудры или Дьяуса и являлись помощниками Индры, также сопоставляемого с Дьяусом, то поэтому они относились к третьему поколению божеств, то есть являлись внуками. Такую структуру аналогично сохраняет и «Слово».
Олицетворённый ветер также упоминается в Плаче Ярославны. Почувствовав беду, княгиня Ярославна плачет на крепостной стене города Путивль, обращаясь к силам природы. Фрагмент:
Ярославна рано плачет
в Путивле на забрале, приговаривая:
„О ветер, ветрило!
Зачем, господин, веешь ты навстречу?
Зачем мчишь хиновские стрелочки
 на своих лёгких крыльицах
на воинов моего милого?
Разве мало тебе было высоко под облаками веять,
лелея корабли на синем море?
Зачем, господин, моё веселье
по ковылю ты развеял?“

##### Злая сущность
Поскольку ветер в «Слове» выступает как губительная сила для древнерусского войска, неся на них вражеские стрелы, некоторые исследователи (П. Г. Бутков, С. В. Руссов, Е. В. Барсов, Е. Г. Кагаров) характеризуют Стрибога как божество зла, войны, холодных ветров, бури, вьюги, вихря. Историк И. В. Сребрянский предложил видеть в Стрибоге мрачную силу «в её исконной борьбе с началом светлым». Топоров признавал, что Стрибог характеризуется некоторой агрессивностью из-за веяния стрелами и совместно Ивановым обращает внимание, что грамматически, исходя из их этимологии, отношения Дажьбога и Стрибога схожи с грамматическим параллелизмом двух других богов: благого Белобога и злого Чернобога. Эту мысль в последующем времени поддержали такие исследователи, как историк Я. Е. Боровский и филолог Л. В. Соколова, начавшие рассматривать Стрибога как антипод Дажьбога. Злая сущность Стрибога обосновывается и на основе этимологии от праслав. *sъtьri «уничтожать», но сама она подверглась критике. Соколова, проанализировав точки зрения других исследователей, отвергла иные трактовки, как, например, эвгемеристическую, и считает позицию характеристики Стрибога как мрачного божества наиболее вероятной из всех. Она соотносит Стрибога с Чернобогом, тогда как Дажьбог был бы благим божеством и параллелью Белобога.

###### Фольклор
Злую сущность Стрибога обосновывают и на основе фольклора. Сербский южный ветер Джоровац (серб. Ђоровац «одноглазый») обычно является характерным признаком грозовых, демонов и, возможно, это некий остаток развитого прежде мифологического мотива. Болгарский ветер тьмичарин (болг. тъмичарин) несёт за собой тьму и ослепляет. Вихри и смерчи у славян считались негативными явлениями, и их стремились убрать, призывая молнию, произнося заклинания, бросая в них в них ножи, камни и посохи. Народная мифология помещала вихри в один ряд с полевыми демонами и чертями, воюющими друг с другом. В болгарском фольклоре это вилы и самодивы. Ветер мог пониматься и как душа человека, умершего неестественной смертью. Во время бурь и вьюг тешиться нечистая сила. С другой стороны, Гальковский предполагает, что негативная оценка ветра могла появиться в христианскую эпоху, когда Стрибог стал нечистой силой, играющей во время бурь и вьюг. Соколова обращает внимание на чешские поверья, указанные Срезневским, о постоянной борьбе между солнцем и ведьмой Стрегой/Стригой, несущей смерть и мор и которая, возможно, была женской ипостасью Стрибога. Тем не менее для Стриги было предложено иное происхождение: от румынского Стригоя (рум. strigoiu), чьё имя в конечном итоге происходит от лат. strix, strigis «сова». На Руси святой Касьян понимался как источник злой, вредоносной и умерщвляющей силы: Касьян на что ни взглянет — всё вянет. Соколова объявляет Касьяна христианским заменителем Стрибога при возможной народной этимологии имени святого, сближенной с рус. косить, сходного по значению с рус. стричь. Мансикка затруднялся в этимологии Стрибога, но предположил о связи между этим божеством и великоросским духом Стрига, известного из Вологодской губернии, что ходил от дома к дому и срезал у овец шерсть на темени. По представлениям белорусов, в хлебах на поле жил дух поля под именем Стрижак. В своей интерпретации божеств Пуканек объявляет Стрибога божеством ветров, Хорса — богом луны и Дажьбога — божеством солнца. Тройка братьев: Солнце, Луна и Ветер хорошо известна из словацких сказок, а также из фольклора балтов, что может указывать на древность идеи связи этих природных явлений. Поскольку Сварог, по мнению Пуканека, был отцом Дажьбога, то это также делало бы Сварога отцом Хорса и Стрибога.

##### Эвгемеризм
Против интерпретации ветра выступил Аничков, считающий, что из контекста «Слова» объявлять Стрибога божеством ветра никак нельзя. Аничков обозначает и проблему использования имён языческих божеств христианским автором. По его комментарию: «Мне представляется чрезвычайно странным, чтобы христианский поэт в таком центральном, драматическом месте своей поэмы вдруг вспомнил, что Стрибожими внуками его предки считали в языческую пору ветры. Искусная стрельба из лука требовала, чтобы стрелы пускались по ветру, а не против него или не поперек ему. Поэтому помощь бога ветра, казалось бы, естественна. Но, тем более, неужели половецким стрелам помогает метко попадать в русские полки славянский бог?». Аничков приходит к выводу, что боги в «Слове» использовались автором в эвгемеристической интерпретации. Выражение «Стрибожьи внуки» обозначало в таком случае обращение к тем, кто происходит от Стрибога. Автор, таким образом, вспоминает о культе Стрибога из-за распространения его в той местности, в которой происходит битва.
Последующий за Аничковым славист А. Брюкнер поддержал идею об эвгемеризме, так как назвать ветры внуками Стрибога в 1186 году (год написания по Брюкнеру) автор «Слова» никак не мог, потому что был христианином. Более подходящим местом, по мнению Брюкнера, об упоминании Стрибога как бога ветров, мог быть Плач Ярославны, но там прозвище «Стрибожьи внуки» отсутствует. Нет в «Слове» и второго подобного примера сближения Стрибога с ветром. Поэтому Брюкнер объявляет структуру внук + имя божества риторической фразой, а интерпретацию божества ветра — необдуманной. С другой стороны, Брюкнер отверг интерпретацию Аничкова. Автор «Слова» ничего не знал о связи Стрибога с каким-то племенем или землёй и в своём эвгемеризме ссылался на всю Русь, а не какую-то малую землю. Славист Б. Г. Унбегаун и лингвист В. Пизани разделяли аналогичное с Брюкнером мнение, что под внуками Стрибога имеются в виду русичи. Такая интерпретация также подверглась критике, поскольку в таком случае русичи должны были бы стрелять по русичам в войсках Игоря. Эвгемеристической позиции придерживается и Петрухин. Он считает Дажьбога в «Слове» богом-предком русичей, противопоставленный чужому, половецкому и заморскому Стрибогу, что атакует половецкими стрелами. По мнению Пуканека, нельзя исключать, что внуки Стрибога — это люди, которые сражаются с Игорем и его войском, но поскольку автор знал связь Стрибога с ветром, он использовал приведенную выше метафору, что они дуют с моря. Исходя из текста, Ловмянский объявляет, что автор «Слова» считал Стрибога божеством приморского населения, приносящий с помощью ветров стрелы в русскую сторону. Данное упоминание ветров с моря, по мнению учёного, говорит в пользу иранского происхождения бога. Отвергает интерпретацию ветра и лингвист В. В. Мартынов, трактуя внуков Стрибога как обращение к русскому войску. На основе своей этимологии Мартынов относит Дажьбога к категории злых божеств, и именно поэтому князья в тексте названы «внуками Дажьбога» как обозначение тех, кто губят Русь. «Внуки Стрибога», доброго божества, наоборот, были бы древнерусскими воинами, что её охраняли. Крегждис отвергает идею Аничкова, Брюкнера и Мартынова. Упомянутые "внуки Стрибог"а никак не могли обозначать военную дружину, согласно исследователю. Исследователь «Слова» филолог А. М. Ранчин считает затруднительным интерпретации, считающие Стрибога не божеством, а «родовым именем» степняков, из-за того, что из контекста «Слова» характеристику «Стрибожьи внуки» носят именно ветры.

##### Литературное происхождение
Мансикка указывает, что в Плаче Ярославны присутствует олицетворённый ветер, но он не имеет никаких намёков для связи со Стрибогом. В отношении божеств исследователь придерживается следующей трактовки: автор «Слова» вставил упоминания божеств произвольно, под литературным влиянием, упоминая их как лишь украшающие эпитеты, риторический приём, и, следовательно, Стрибог получил роль бога, владеющего ветрами, совершенно случайно. Ловмянский, напротив, считает, что божества в «Слове» приведены в таком контексте, что не предполагает исключительно литературного происхождения.

##### Бог вод
Лингвист М. Лучиньски предлагает иную трактовку Стрибога. В первую очередь исследователь анализирует общий контекст структуры внук + имя божества. Автор «Слова» поэтически сравнивает князей с солнцем: «чёрные тучи с моря идут, хотят прикрыть четыре солнца», «Солнце светится на небе, — а Игорь-князь в Русской земле». Соответственно, под солнцами подразумеваются четыре князя: Игорь Святославич, Всеволод Святославич Буй-Тур, Владимир Игоревич и Святослав Ольгович. Характеристика князей как солнц подтверждается и восточнославянским фольклором, называющий князя Владимира Святославича как Владимир Красное Солнышко. Автор «Слова» упоминает фразу «внук Дажьбога» дважды: по отношению к Святославу Ольговичу и Игорю Святославичу. Таким образом, Лучиньски считает, что под фразой «внук Дажьбога» автор «Слова» имеет в виду поэтическое родство по принципу действия (светить на земле — светить на небе) между князьями и славянским богом солнца Дажьбогом. Аналогичную структуру Лучиньски относит и к фразе «внук Велесов» сказанной по отношению к Бояну. Поэтическим родством могло быть здесь знание трёх миров, хотя сам Лучиньски характеризует такую трактовку как не интуитивную. Фраза «внуки Стрибога» объясняется как поэтическое родство по принципу движения: поток воздуха (ветры) — поток воды (Стрибог). Исходя из этой трактовки, Лучиньски относит Стрибога к категории водных божеств. Свою интерпретацию Лучиньски подкрепляет этимологией и фактом нахождения имени божества в названиях водных объектов.

#### Прочие источники
В «Слове некоего христолюбца» произведении, созданным, по мнению большинства исследователей, в XI веке, перечисляются славянские божества, но среди них отсутствуют имена с элементом -бог (Дажьбог, Стрибог). Славист И. В. Ягич предложил, что автор исключил их на основания упоминания слова др.-рус. богъ «бог», что вызывало смущение у христианских книжников. Идею подержали Мансикка и Васильев.
Сочинение «Слово Златоуста о том, как первые язычники веровали в идолы» является компиляцией и основано, в частности, на «Слове Григория». Предположительно датируется рядом историков XIII веком, а по мнению историка Д. А. Казачковой — концом XI века, и известно из Новгородской Софийской рукописи № 1262 XIV—XV веков и других списков. Фрагмент по древнейшему из них:
А другие веруют в Стрибога, Дажьбога и Переплута — те, которые, вертясь, пьют из рогов, забывши Бога, сотворившего небо и землю, моря и реки, и источники. И так выселяться о идолах своих не помня слова сказанного: „Солнце сияет на грешных и праведных, дождь идёт на праведных и неправедных, и дают нам всякое изобилие от плодов земных“.
Согласно Мансикке, упоминание Стрибога и Дажьбога здесь — это литературная вставка из «Начального свода». Комментируя фрагмент, Пуканек подчёркивает, что бессоюзное упоминание божеств вряд ли можно считать признаком их синонимии.
В Ипатьевской летописи под записью 1071 года говорится, что «в те же времена» в Киев пришёл волхв, к которому явились пять божеств. Он утверждал, что через пять лет Днепр потечёт вспять, а русская земля «переступит» на греческую. Исследователи отождествили этих божеств с киевским пантеоном, где, по их мнению, было шесть божеств. Объясняя это противоречие, Аничков и Ловмянский исключили из этого списка Мокошь, а Рыбаков — Симаргла. Васильев объясняет это тем, что Дажьбог носил двойное имя Дажьбог-Хорс. Однако Петрухин считает, что предсказание волхва в Киеве связано не с пережитками язычества, а с событиями 1068—1069 годов, когда восставшие крестьяне угрожали князьям, что сожгут город и уйдут в греческую землю. Пять богов же являются пятью планетами, на чьё астрологическое расположение и ссылался волхв.
В «Проложном Житии Владимира» сохранившемся в болгарском древнейшем списке XIII века после рассказа о крещении Владимира в Корсуни говорится: «И пришёл в Киев, избив идолов: Перуна, Хурса, Дажьбога и Мокошь и прочих кумиров». Произведение восходит к «Повести временных лет». Для краткости сообщения автор заменяет имена Стрибога и Симаргла на фразу «и прочих кумиров».